# Malouetia barbata
Malouetia barbata är en oleanderväxtart som beskrevs av J. van der Ploeg. Malouetia barbata ingår i släktet Malouetia och familjen oleanderväxter. Inga underarter finns listade i Catalogue of Life.